# Verkhnetxirski (Volgograd)
|  | Per a altres significats, vegeu «Verkhnetxirski». |

Verkhnetxirski (en rus: Верхнечирский) és un poble (un khútor) de l'óblast de Volgograd, a Rússia, segons el cens del 2010 tenia 778 habitants.